# 展沟镇
展沟镇，是中华人民共和国安徽省亳州市利辛县下辖的一个乡镇级行政单位。

## 行政区划
展沟镇下辖以下地区：
东圩村、苏桥村、展沟村、王刘村、和谐村、顺河村、高庄村、苏湾村、谢圩村和张圩村。